# オスマン帝国軍
オスマン帝国軍（オスマンていこくぐん）は、かつてオスマン帝国に存在した軍隊。1923年のトルコ共和国成立にともない、現在のトルコ軍に取って代わられる形で解体した。

## 創設
13世紀末期にオスマン1世によってアナトリア半島西部にトルコ遊牧民軍事勢力が確立される。これが最初のオスマン軍とされる。初めはトルコ人や周辺のムスリム（ガーズィー）で成りたっていて、勢力拡大につれて精鋭軍が創設される。そのなかの代表的なものがイェニチェリ（新軍）である。それは創設当初、敵軍の捕虜によって構成されていたが、帝国領が拡大していくにつれて領内（主にバルカン半島）のキリスト教徒の子弟から徴兵（デウシルメ）されることになる。
また、オスマン帝国が内陸部からエーゲ海などの沿岸部に進出するにしたがって海軍も成立した。海軍は初め弱体であったが、北アフリカの海賊のオスマン帝国への帰順などによって強化され、16世紀には地中海の制海権を握るまでに成長した。
さらに、エジプトを制圧した際に、地元のマムルーク勢力と結託し、軍の主力として組み入れられる。これらの軍構成によって中世・近世ヨーロッパ諸国に脅威を与え続けた。

## 西洋化改革と軍
18世紀以降、度重なる領土の喪失などによって帝国の衰退が認識されるようになると、衰退の原因を軍の弱体化に求める意見が現れるようになる。こうして様々な軍事改革が企図されるようになった。
1793年、セリム3世は新式軍「ニザーム・ジェディード」をつくり軍事改革を試みたが、既存のイェニチェリの反発を受けて失敗に終わる。
1808年に即位したマフムト2世はセリム3世の路線を受け継ぎ、イェニチェリの不興を買わないように配慮しつつも、西洋式軍制を取り入れた新部隊を創設した。1826年にはイスタンブールで反乱を起こそうとしたイェニチェリを、この新部隊を用いて逆に兵舎ごと覆滅し、イェニチェリ制度を廃止した。こうして正式に西洋式の新式軍「ムハンマド常勝軍」を創設した。

### 改革を先行したエジプト属州に敗北
同じ頃、エジプト州ではエジプト州総督にのしあがったムハンマド・アリーが、オスマン帝国からの自立を目指して諸改革を行っていた。軍事力の強化を目指すムハンマド・アリーは、1811年には長年にわたりエジプトに勢力を張ってきたマムルークを完全に崩壊させ、本国オスマン帝国に先んじて西洋式の軍隊を創設することに成功していた。
こうして、シリアの領有を巡ってエジプトとオスマン帝国は争う。この二度にわたるエジプト・トルコ戦争での軍事的敗北はオスマン帝国に大きな衝撃を与えた。プロイセンから大モルトケを招いて軍制改革を行ったにもかかわらず、その新式軍がムハンマド・アリーのエジプト軍に敗れ、エジプト軍がアナトリア半島西部にまで進軍したことは、当時のオスマン帝国の指導者層に軍備強化の必要性を強く認識させるのに十分な出来事であった。

### 露土戦争でロシアに敗北
以後、徴兵制度の導入などの近代的諸制度の整備や欧州列強からの兵器購入などを行い、クリミア戦争ではロシアに対して善戦することができた。しかし、1877年の露土戦争では最終的にロシア軍にイスタンブール郊外まで進軍することを許し、敗北に終わってしまう。また、露土戦争ではタンズィマート期に大増強を行った海軍がほとんど活躍しなかったこともあり、以後オスマン帝国において陸軍と比べると海軍はその地位を低下させていくことになった。

### ドイツ式軍制と装備の採用
露土戦争の後、ドイツから軍事顧問団を招いて陸軍力の再建に乗り出す。特に1883年に赴任したフォン・デア・ゴルツによるドイツ式軍制の導入と、ドイツ製軍装品の大量購入は大きな効果を上げ、1897年の希土戦争では約1ヶ月で決着をつけるという圧勝に近い結果を得た。こうして陸軍内にはドイツへの支持と好感が広がっていき、これが第一次世界大戦の際に中央同盟国側で参戦する背景の一つになっていく。
しかし、慢性的な財政難などもあって軍備の増強は必ずしも順調に進んだわけではなく、バルカン戦争ではオスマン帝国軍はバルカンの小国連合にも後れを取り敗北する。こうした経緯もあり、第一次世界大戦ではしばらく中立を保っていたが、ドイツ帝国が優勢と見るや中央同盟国側に参戦し、ギリシャ・ペルシア・コーカサスに侵攻。一時攻勢に出たものの、大戦末期に連合国の反撃によってほぼ壊滅。大戦終結後は、本土イズミル地方をギリシア軍に占領される。1922年、青年トルコ革命が起こるとオスマン家は外国へ亡命。1923年の共和制移行宣言によって正式に帝国軍は解体した。